# 维莱叙库丹
维莱叙库丹（法語：Villers-sur-Coudun，法語發音：[vilɛʁ syʁ kudœ̃]，意为“库丹上方的维莱”）是法国瓦兹省的一个市镇，位于该省东部偏北，属于贡比涅区。

## 地名
与通常在法语地名中表示“在……河畔”之意的“sur”不同，该地名Villers-sur-Coudun中的“sur”意为“在……上方”，表示名为维莱（Villers）的该地与库丹（Coudun）的位置关系，并以“库丹上方的维莱”之名区分其他的“维莱”，且事实上在该地附近也并无“库丹河”存在。

## 地理
维莱叙库丹（49°28'57"N, 2°48'14"E）面积6.39 平方千米，位于法国上法蘭西大區瓦兹省，该省份为法国北部内陆省份，北起索姆省，西接厄尔省和滨海塞纳省，南至塞纳-马恩省和瓦兹河谷省，东临埃纳省。
与维莱叙库丹接壤的市镇（或旧市镇、城区）包括：阿龙德河畔布赖讷、库丹、日罗蒙、马河畔马雷、梅利科克、旺代利库尔、维涅蒙。
维莱叙库丹的时区为UTC+01:00、UTC+02:00（夏令时）。

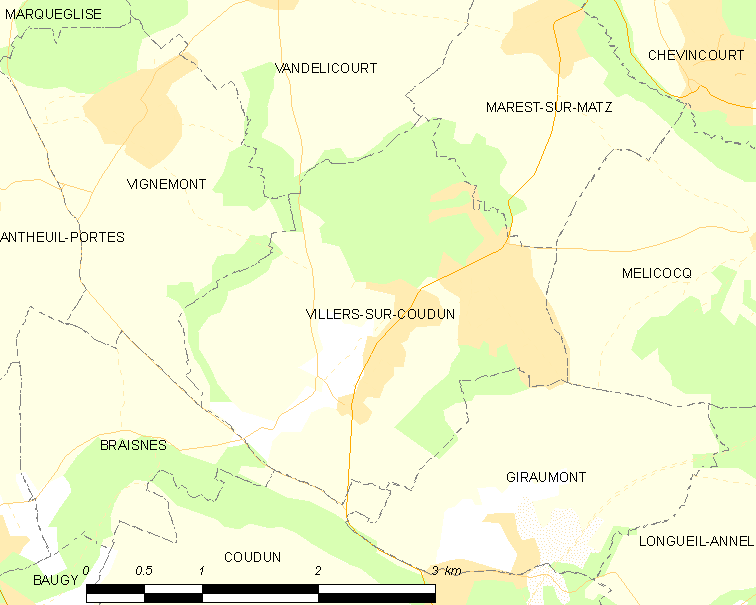
维莱叙库丹的OSM定位图

## 行政
维莱叙库丹的邮政编码为60150，INSEE市镇编码为60689。

## 政治
维莱叙库丹所属的省级选区为埃斯特雷圣但尼县。

## 人口

1962-2008年间维莱叙库丹人口变化图示

维莱叙库丹于2022年1月1日时的人口数量为1419人。